# Джміль пахучий
Джміль паху́чий (Bombus fragrans) — перетинчастокрила комаха з роду джміль, розповсюджена в степах центральної частини Палеарктики від Словаччини, Угорщини до Західного Китаю, півночі Ірану та півночі Монголії.

## Видовий епітет
Видовий епітет лат. fragrans перекладається як укр. пахучий.

## Поширення в Україні
В Україні трапляється в степовій зоні. За останні 100 років поширення виду значно скоротилося. Зокрема, він майже зник із більшості території Криму, де зустрічався на початку — середині минулого століття (сучасні знахідки є лише з території Керченського півострова). Також раніше були поодинокі знахідки виду й у лісостеповій зоні.

## Опис
Тіла матки завдовжки 28–35 мм, самців — 18–23 мм. Тіло чорне, крила затемнені. На спинці між крилами суцільний перев'яз із чорних волосків із чіткими краями, інша частина покрита густими жовтими волосками. Краї задніх гомілок у чорних волосках. Все черевце покрите жовтими волосками. Чоло й невелика частина тімені в чорних волосках.

## Особливості біології
Антофіл, живиться нектаром та пилком рослин, важливий запилювач багатьох рослин. Соціальний вид. Самиці запліднюються самцями восени, після чого зимують під землею в норах мишоподібних гризунів або під мохом чи листям, а навесні кожна молода матка самостійно будує гніздо на поверхні землі або в норах гризунів. На відміну від більшості інших видів джмелів матки відкладають свої яйця не купками по 6–10 штук, а кожне в окремих комірках. Така особливість біології робить цей вид перспективним для штучного розведення. У гнізді вирощується 50–100 робочих особин після чого приблизно така ж кількість репродуктивних особин — самців і майбутніх маток; статевої зрілості матки досягають навесні наступного року; матки живуть 1 рік, а робочі особини від 1 до 3 місяців.

## Значення
Джміль пахучий — запилювач багатьох степових рослин і таких, що культивуються в степовій зоні України, зокрема баштанних культур.

## Загрози та охорона
Зникає через скорочення площ степових ділянок та знищення гнізд під час сінокосу та оранки земель, загибелі дорослих при обробках полів пестицидами. Це найбільший вид джмелів, він може бути здобиччю для колекціонерів.
Охороняється в заповідниках степової зони. Необхідно створити заказники й нові заповідники в інших місцях мешкання виду.